# Nemanja Radulović
Nemanja Radulović (Niš, 1985) is een Servische violist. Hij begon op 7-jarige leeftijd met zijn vioolstudie. Vier jaar later kreeg hij de October Prize for music of the city of Belgrade. In 1997 was hij talent van het jaar in Servië. Radulović studeerde ook aan de Hochschule für Musik Saar in Saarbrücken en aan de University of Arts in Belgrado. Op zijn veertiende jaar zette hij zijn studie voort aan het Conservatorium van Parijs. In 2014 werd hij onderscheiden tijdens het Franse prijzenfestival Victoires de la Musique.
Dankzij zijn grote virtuositeit, muzikale spel en avontuurlijke programmering maakte Radulović de afgelopen jaren snel naam op de internationale concertpodia. Inmiddels soleerde hij bij een reeks grote orkesten, waaronder de Staatskapelle Dresden, het Royal Philharmonic Orchestra en het Orchestre Symphonique de Montréal. In Nederland trad hij onder meer op met het Noord Nederlands Orkest onder leiding van dirigent Michel Tabachnik. In december 2018 was hij solist in het vioolconcert van Aram Chatsjatoerjan met het Borusan Istanbul Philharmonisch Orkest in het Concertgebouw in Amsterdam.
Ook treedt hij veelvuldig op met zijn ensembles Double Sens en The Devils' Trills. In recitals speelt Radulović geregeld met harpiste Marielle Nordmann en pianiste Susan Manoff.
Sinds 2005 werkt Radulović al mee aan cd-opnames.

## Discografie

### Albums
- 2005: Nemanja Radulovic plays Bach, Miletic, Paganini & Ysaye
- 2009: Les Trilles Du Diable
- 2010: Beethoven: Sonatas for Violin and Piano No. 5 Spring, No. 7, No. 8 (met Susan Manoff)
- 2012: 5 Seasons/Sedlar
- 2013: Paganini Fantasy
- 2014: Journey East
- 2014: Carnets De Voyage Import
- 2016: Bach
- 2017: Tchaikovsky: Violin Concerto; Rococo Variations
- 2018: Baïka
- 2022: Roots
- 2023: Beethoven: Violin Concerto; Violin Sonata No. 9 "Kreutzer"
- 2024: J.S. Bach